# Axel Erdmann (kunstner)
 Der er flere personer med dette navn, se Axel Erdmann.
Olof Axel Ferdinand Erdmann (født 2. juli 1873 i Stockholm, død 1. maj 1954) var en svensk maler, søn af Edvard Erdmann.
Han var elev af Richard Bergh, Anders Zorn og Kristian Zahrtmann i København og har især med malerisk liv fremstillet gadebilleder og byprospekter, således fra Göteborg og Stockholm, ofte i slud og regn; også moderne fabriksliv, således i det store elektricitetsværk. Erdmann litograferede også.
En del af hans arbejder sås på den svenske kunstudstilling i København 1916. 1910—16 var Erdmann forstander for Göteborg Museums tegne- og malerskole. I Thiels Galleri i Stockholm ses Norrbro, en del Stockholm-billeder i Stockholms Stadshus. Flere billeder af Erdmann findes i Göteborg-Museet.